# Santa María del Oro (Durango)
Santa María del Oro es una localidad mexicana situada en el estado de Durango, cabecera del municipio de El Oro. Santa María del Oro tiene su origen en la misión de Nuestra Señora de las Mercedes, fundada en el siglo XVII. Su comida típica es el chile pasado.

## Geografía
La localidad de Santa María del Oro se ubica en el norte del municipio de El Oro, en el norte de Durango. Se encuentra a una altura media de 1702 m s. n. m. y abarca un área de 4.79 km².

### Clima
El clima predominante en Santa María del Oro es el semiseco templado. Tiene una temperatura media anual de 16.1 °C y una precipitación media anual de 561.6 mm.
| Parámetros climáticos promedio de Santa María del Oro | Parámetros climáticos promedio de Santa María del Oro | Parámetros climáticos promedio de Santa María del Oro | Parámetros climáticos promedio de Santa María del Oro | Parámetros climáticos promedio de Santa María del Oro | Parámetros climáticos promedio de Santa María del Oro | Parámetros climáticos promedio de Santa María del Oro | Parámetros climáticos promedio de Santa María del Oro | Parámetros climáticos promedio de Santa María del Oro | Parámetros climáticos promedio de Santa María del Oro | Parámetros climáticos promedio de Santa María del Oro | Parámetros climáticos promedio de Santa María del Oro | Parámetros climáticos promedio de Santa María del Oro | Parámetros climáticos promedio de Santa María del Oro |
| Mes                                                   | Ene.                                                  | Feb.                                                  | Mar.                                                  | Abr.                                                  | May.                                                  | Jun.                                                  | Jul.                                                  | Ago.                                                  | Sep.                                                  | Oct.                                                  | Nov.                                                  | Dic.                                                  | Anual                                                 |
| ----------------------------------------------------- | ----------------------------------------------------- | ----------------------------------------------------- | ----------------------------------------------------- | ----------------------------------------------------- | ----------------------------------------------------- | ----------------------------------------------------- | ----------------------------------------------------- | ----------------------------------------------------- | ----------------------------------------------------- | ----------------------------------------------------- | ----------------------------------------------------- | ----------------------------------------------------- | ----------------------------------------------------- |
| Temp. máx. abs. (°C)                                  | 31.0                                                  | 33.0                                                  | 35.0                                                  | 40.0                                                  | 42.0                                                  | 45.0                                                  | 41.0                                                  | 40.0                                                  | 39.0                                                  | 39.0                                                  | 32.0                                                  | 32.0                                                  | 45.0                                                  |
| Temp. máx. media (°C)                                 | 18.2                                                  | 19.9                                                  | 23.2                                                  | 26.2                                                  | 29.8                                                  | 30.4                                                  | 28.2                                                  | 27.0                                                  | 26.2                                                  | 24.8                                                  | 20.9                                                  | 18.6                                                  | 24.5                                                  |
| Temp. media (°C)                                      | 9.0                                                   | 10.7                                                  | 13.8                                                  | 17.1                                                  | 20.6                                                  | 22.4                                                  | 21.3                                                  | 20.3                                                  | 19.2                                                  | 16.7                                                  | 12.2                                                  | 9.9                                                   | 16.1                                                  |
| Temp. mín. media (°C)                                 | -0.2                                                  | 1.6                                                   | 4.5                                                   | 8.1                                                   | 11.4                                                  | 14.4                                                  | 14.3                                                  | 13.7                                                  | 12.2                                                  | 8.6                                                   | 3.5                                                   | 1.1                                                   | 7.8                                                   |
| Temp. mín. abs. (°C)                                  | -14.0                                                 | -10.0                                                 | -10.0                                                 | -5.0                                                  | 1.0                                                   | 4.5                                                   | 3.0                                                   | 3.0                                                   | 0.0                                                   | -6.0                                                  | -8.0                                                  | -12.0                                                 | -14.0                                                 |
| Precipitación total (mm)                              | 12.1                                                  | 4.7                                                   | 4.9                                                   | 6.9                                                   | 13.8                                                  | 68.8                                                  | 161.7                                                 | 132.0                                                 | 102.9                                                 | 33.4                                                  | 9.2                                                   | 11.2                                                  | 561.6                                                 |
| Días de precipitaciones (≥ 1 mm)                      | 1.9                                                   | 1.0                                                   | 0.6                                                   | 1.2                                                   | 2.8                                                   | 7.6                                                   | 15.5                                                  | 14.7                                                  | 11.7                                                  | 4.6                                                   | 1.2                                                   | 1.7                                                   | 64.5                                                  |
| Fuente: Servicio Meteorológico Nacional.              |                                                       |                                                       |                                                       |                                                       |                                                       |                                                       |                                                       |                                                       |                                                       |                                                       |                                                       |                                                       |                                                       |